# Athyrma triangulifera
Athyrma triangulifera är en fjärilsart som beskrevs av Max Wilhelm Karl Draudt 1950. Athyrma triangulifera ingår i släktet Athyrma och familjen nattflyn. Inga underarter finns listade i Catalogue of Life.